# 墨西拿的阿里斯托勒斯
墨西拿的阿里斯托勒斯（英語：Aristocles of Messene） /əˈrɪstəˌkliːz/ ; 古希臘語：  ），他是西西里岛的一位逍遙學派的哲学家，他生活在公元1世纪。 他可能是亞歷山大的老师。 
根据苏达辞书和欧多西亚·玛克勒姆玻利提萨的说法，他写了几本書：
- Homeμηροςἢλλιτων– 荷马還是柏拉图更賢人 。
- Τέχναιῥητορικαί– 修辞学 。
- 关于塞拉皮斯神的著作。
- 九本关于道德的著作。
- 哲学著作，共十本书。

这些作品最后一部是哲学史，當中写下了哲学家的学派和学说。該撒利亞的優西比烏的“福音传”（ Praeparatio Evangelica）也保留了它几个片段。 一个特别重要的片段被称为Aristocles Passage，當中包括皮浪总结他的哲学為皮浪主义，這片段還包括把佛教的三相译成希腊文。